# اثر میزو
اثر میزو (Mesoscopic effect) در فیزیک حالت جامد به پدیدههایی اطلاق می‌شود که در مقیاس میانی بین مقیاس کوانتومی و کلاسیک رخ می‌دهند. این پدیده‌ها مرتبط با خواص و رفتار ماده در ابعاد میانی هستند که نه به‌طور کامل می‌توان آنها را با استفاده از تئوری کوانتومی و نه با استفاده از تئوری کلاسیک توصیف کرد.
میزوفیزیک حوزه‌ای پویا و تحقیقاتی در فیزیک است که به بررسی سیستم‌هایی می‌پردازد که اندازه آنها در حدود اندازه اتم و مولکول نیست، اما همچنان اثرات کوانتومی به چشم می‌خورند. این پدیده‌ها در ساختارهایی مانند نانوسیستم‌ها، پلیمرها، ساختارهای نیمه‌رساناهای کوچک و سایر سیستم‌های میانی مشاهده می‌شوند.

### اثرات میزوفیزیک در فیزیک حالت جامد عبارتند از
1. رفتار همبستگی الکترون‌ها در نانوسیستم‌ها: در ساختارهای نانویی، همبستگی الکترونها می‌تواند تأثیر قابل توجهی بر خواص الکترونیکی داشته باشد و می‌تواند به صورت مشابهی به اثرات کوانتومی نیز وابسته باشد.
2. اثر تداخل کوانتومی: در سیستم‌های میانی، تداخل کوانتومی بین مسیرها و موقعیت‌های الکترون‌ها می‌تواند به صورت واضح مشاهده شود و خواص نوری و الکترونیکی سیستم را تحت تأثیر قرار دهد.
3. رفتار نقل و انتقال حرارت: در ساختارهای نانویی، رفتار انتقال حرارت ممکن است به صورت غیرمعمول و میکروسکوپی تغییر کند و ویژگی‌های نانوساختارها را تحت تأثیر قرار دهد.

این فقط چند مثال از اثرات میزوفیزیک در فیزیک حالت جامد هستند و هنوز پدیده‌های دیگری نیز وجود دارند. که در این حیطه جای پیشرفت و تحقیق می‌باشد.
میزوفیزیک، به عنوان حوزه‌ای مهم در فیزیک، تأثیر قابل توجهی در تکنولوژی نانو دارد. این تأثیرات می‌توانند در زمینه‌های مختلفی از جمله الکترونیک نانو، نانومواد، نانوسنسورها، نانوساختارهای فوتونیک و موارد دیگر مشاهده شوند. در زیر چندین مورد از تأثیرات میزوفیزیک در تکنولوژی نانو را بررسی می‌کنیم:
- انتقال الکترون در نانوسیستم‌ها: میزوفیزیک به ما کمک می‌کند تا رفتار الکترون‌ها در ساختارهای نانویی را درک کنیم. این شامل خواص همبستگی الکترونی و اثر تداخل کوانتومی بین الکترون‌ها می‌شود. این دانش به ما اجازه می‌دهد تا ساختارهای الکترونیکی پیشرفته تری را طراحی کنیم که از این خواص برای بهبود کارایی و عملکرد دستگاه‌های الکترونیکی نانو استفاده می‌کنند.
- نانومواد و نانوساختارها: میزوفیزیک به ما کمک می‌کند تا خواص ماده در ابعاد نانو را درک کنیم. در این ابعاد، خواص ماده به شکل چشم‌گیری تغییر می‌کنند و میزوفیزیک به ما امکان می‌دهد تا این تغییرات را بررسی کنیم و از آنها برای ساخت و طراحی نانومواد و نانوساختارهایی با خواص منحصر به فرد استفاده کنیم، که می‌تواند در زمینه‌هایی مانند الکترونیک نانو، فوتونیک نانو و کاتالیزورهای نانو کاربرد داشته باشد.
- نانوسنسورها: میزوفیزیک به ما کمک می‌کند تا رفتار سنسورها در ابعاد نانو را درک کنیم. این شامل رفتار حساسیت به تغییرات کوچک در خواص ماده، تغییر دهنده‌های تداخلی کوانتومی و دینامیک نانوذرات ممکن است. این دانش به ما امکان می‌دهد تا نانوسنسورهای با حساسیت بالا و قدرت تشخیص دقیق را طراحی کنیم که در بسیاری از زمینه‌های کاربردی مانند پزشکی، محیط زیست و الکترونیک قابل استفاده باشند.
- نانوساختارهای فوتونیو نوری: میزوفیزیک به ما کمک می‌کند تا خواص نوری سیستم‌های نانویی را درک کنیم. این شامل رفتار نوری در ساختارهای نانویی مانند پلاسمونیک نانو، تداخل نوری و خواص اپتیکی ساختارهای نانویی است. این دانش به ما امکان می‌دهد تا ساختارهای فوتونیک نانویی را طراحی کنیم که قابلیت هدایت نور، کنترل و تقویت سیگنال‌های نوری را داشته باشند، که می‌تواند در زمینه‌هایی مانند اپتیک کوانتومی، حسگرهای نوری و ارتباطات نوری مورد استفاده قرار گیرد.

میزوفیزیک نقش مهمی در تحقیقات پزشکی نانو دارد و می‌تواند در توسعه فناوری‌های نانو در حوزه پزشکی کمک بزرگی کند مانند:
1. ۱. نانوسیستم‌های دارویی: میزوفیزیک به ما امکان می‌دهد تا نانوسیستم‌های دارویی را طراحی کنیم که دارای خواص و قابلیت‌های منحصر به فردی هستند. با استفاده از میزوفیزیک، می‌توانیم خواص فیزیکی و شیمیایی نانوذرات دارویی را به‌طور دقیق کنترل کنیم. این امکان به ما می‌دهد تا داروها را به صورت هدفمند و دقیق به سمت سلول‌ها یا بافت‌های مورد نظر هدایت کنیم. به علاوه، با استفاده از خواص نانوذرات می‌توان مقادیر داروها را به‌طور دقیق تنظیم کرده و رهایش آنها را در زمان مشخص کنترل کرد. این مسائل بهبود قابلیت درمانی و کاهش اثرات جانبی داروها را فراهم می‌کند.
2. تصویربرداری نانو: میزوفیزیک در توسعه تکنیک‌های تصویربرداری نانویی نقش بزرگی دارد. با استفاده از تکنیک‌های میزوفیزیکی مانند میکروسکوپی الکترونی روبشی (SEM)، میکروسکوپی نیروی اتمی (AFM) و اسپکتروسکوپی پلاسمون سطح (SPR)، می‌توان نانوذرات، نانوساختارها و سلول‌ها را با وضوح بالا تصویر برداری کرد. این قابلیت تصویربرداری نانویی به ما امکان می‌دهد تا ساختار و رفتار سلول‌ها و بافت‌ها را در سطح نانو درک کرده و در تشخیص و درمان بیماری‌ها، موثرتر عمل کنیم.
3. حسگرهای نانو: میزوفیزیک به ما امکان می‌دهد تا حسگرهای نانویی با حساسیت بالا و قدرت تشخیص دقیق توسعه دهیم. این حسگرها می‌توانند در تشخیص بیماری‌ها، تشخیص زودهنگام و پیگیری درمان‌ها مورد استفاده قرار گیرند. به عنوان مثال، حسگرهای نانویی می‌توانند تغییرات فعالیت الکتریکی یا اپتیکی کوچکی را که در نتیجه تغییرات بیوشیمیایی در بدن رخ می‌دهد، تشخیص دهند. این حسگرها می‌توانند برای تشخیص سریع و دقیق بیماری‌ها مانند سرطان، عفونت‌ها و بیماری‌های مزمن استفاده شوند.
4. تحریک نوری: میزوفیزیک در توسعه روش‌های تحریک نوری درمانی نیز نقش دارد. با استفاده از نانومواد حساس به نور و تکنیک‌های رسانایی نوری مانند لیزر، می‌توان به‌طور دقیق سلول‌ها و بافت‌ها را تحریک کرده و درمان‌های هدفمند را انجام داد. به عنوان مثال، فتودینامیک درمانی با استفاده از نانوذرات حساس به نور و تابش لیزر، می‌تواند در درمان سرطان مؤثر باشد.
5. بیوسنسورهای نانو: میزوفیزیک در توسعه بیوسنسورهای نانو نقش مهمی دارد. این بیوسنسورها قادرند به‌طور حساس و دقیق تغییرات بیوشیمیایی در بدن را شناسایی کنند. با استفاده از بیوسنسورهای نانو، می‌توان تشخیص زودهنگام بیماری‌ها، پیگیری درمان‌ها و نظارت بر وضعیت سلامت را بهبود بخشید.

به‌طور کلی، میزوفیزیک به ما امکان می‌دهد تا خواص و رفتار نانوذرات و نانوسیستم‌ها را در حضور سلول‌ها و بافت‌های زنده درک کنیم و از این دانش برای توسعه فناوری‌های نانو در پزشکی بهره ببریم. این پیشرفت‌ها می‌توانند منجر به تشخیص و درمان بهتر و موثرتر بیماری‌ها شوند.
میزوفیزیک در تصویربرداری نانویی از تکنیک‌ها و دستگاه‌های متعددی استفاده می‌کند مانند:
- ۱. میکروسکوپی الکترونی روبشی (SEM): SEM یکی از قدرتمندترین تکنیک‌های تصویربرداری نانویی است. در این تکنیک، نمونه با استفاده از الکترون‌های روبشی بررسی می‌شود. SEM قادر است تا تصاویر با رزولوشن بالا (تا حد نانومتر) از سطح نمونه به دست آورد. این تکنیک به ویژه برای تصویربرداری سطوح بیرونی و توپوگرافی نمونه‌ها استفاده می‌شود.
- میکروسکوپی نیروی اتمی (AFM): AFM یک تکنیک تصویربرداری نانویی است که بر پایه اندازه‌گیری نیروهای واندروالسی بین یک نوک متحرک و سطح نمونه کار می‌کند. با استفاده از AFM، می‌توان تصاویری با رزولوشن فوق‌العاده بالا از سطح نمونه و همچنین اطلاعاتی در مورد خواص مکانیکی سطح (مانند طیف مودهای لرزشی) به دست آورد. این تکنیک به صورت فعال در مطالعه و تصویربرداری نانوساختارها و سلول‌ها استفاده می‌شود.
- میکروسکوپی نیروی متناوب (AFM): این تکنیک مشابه AFM است، به جز اینکه نوک استفاده شده در آن به صورت متناوب به سطح نمونه فشار داده می‌شود. این تکنیک معمولاً برای تصویربرداری سه‌بعدی نمونه‌ها به کار می‌رود و امکان تهیه تصاویر با رزولوشن بالا و تفاصیل دقیق را فراهم می‌کند.
- میکروسکوپی پلاسمون سطح (SPM): این تکنیک بر پایه اندازه‌گیری تغییرات نوری در سطح نمونه است. با استفاده از SPM، می‌توان تصاویری با رزولوشن بالا از سطح نمونه و اطلاعاتی دربارهٔ خواص نوری و الکترومغناطیسی نمونه را به دست آورد.
- میکروسکوپی اندازه‌گیری نوری (NSOM): NSOM یا میکروسکوپی اندازه‌گیری نوری یک تکنیک تصویربردارینانویی است که بر پایه اندازه‌گیری و تحلیل تغییرات نوری در نزدیکی سطح نمونه کار می‌کند. این تکنیک قابلیت تصویربرداری با رزولوشن فوق‌العاده بالا (تا حد نانومتر) را دارد و امکان مطالعه خواص نوری سطح نمونه و تعاملات نور-ماده را فراهم می‌کند.

میزوفیزیک از تصاویر SEM (میکروسکوپ الکترونی روبشی) برای تحلیل ساختار نمونه‌ها استفاده می‌کند. SEM قادر است تصاویر با رزولوشن بالا (تا حد نانومتر) از سطح نمونه‌ها به دست آورد. این تصاویر اطلاعات مهمی در مورد ساختار و خواص سطحی نمونه‌ها را ارائه می‌دهند.
با استفاده از تصاویر SEM، می‌توان اطلاعات زیادی دربارهٔ توپوگرافی سطح نمونه‌ها به دست آورد. تصاویر SEM نمونه‌ها را به صورت سه‌بعدی و با جزئیات دقیق نشان می‌دهند. این تصاویر می‌توانند اطلاعات در مورد اندازه و شکل ذرات، خطوط و فیبرها، ترک‌ها و خوردگی‌ها، رویه‌های سطحی و جزئیات دیگر را فراهم کنند.
علاوه بر توپوگرافی، تصاویر SEM به فیزیکدان‌ها کمک می‌کنند تا اطلاعات ساختاری مورد نیاز را بدست آورند؛ مثلاً، با استفاده از تصاویر SEM می‌توان ساختارهای میکرو و نانومتری را شناسایی کرده و اطلاعاتی دربارهٔ تراکم ذرات، توزیع اندازه ذرات و الگوهای ترتیبی آن‌ها را به دست آورد.
علاوه بر تحلیل ساختار، تصاویر SEM می‌توانند در تحقیقات میزوفیزیک در مورد خواص سطحی نمونه‌ها نیز مفید باشند؛ مثلاً، با تحلیل تصاویر SEM می‌توان خواص سطحی مانند رفتار هیدروفوبیتی، خواص الکترونیکی و الکتریکی سطح، خواص نوری و خواص مکانیکی سطح نمونه‌ها را بررسی کرد.
- بحث اثر میزوفیزیک بر فیزیک حالت جامد: میزوفیزیک به عنوان یک زیرشاخه از فیزیک حالت جامد، به بررسی و تحلیل ساختار و خواص مواد در مقیاس نانومتری و میکرومتری می‌پردازد. به‌طور معمول، ساختار و خواص مواد در این مقیاس‌ها ممکن است از ساختار و خواص مواد در مقیاس ماکروسکوپی متفاوت باشد؛ بنابراین، میزوفیزیک با استفاده از تکنیک‌های تصویربرداری نانویی و ابزارهای دقیق، اطلاعات جدیدی را دربارهٔ ساختار و خواص مواد در مقیاس نانومتری و میکرومتری فراهم می‌کند که می‌تواند به درک بهتر از فیزیک حالت جامد کمک کند.
- بحث اثر میزوفیزیک در بررسی و برهمکنش با مواد: میزوفیزیک از ابزارها و تکنیک‌هایی مانند میکروسکوپ‌ها، طیف‌سنج‌ها و دستگاه‌های دقیق استفاده می‌کند تا با مواد در مقیاس نانومتری و میکرومتری ارتباط برقرار کند. این برهمکنش به دست آوردن اطلاعات دربارهٔ ساختار، خواص و رفتار مواد را در این مقیاس‌ها ممکن می‌سازد. این اطلاعات می‌تواند در طراحی و توسعه مواد جدید، ساخت قطعات الکترونیکی و نانوساختارها، بهینه‌سازی عملکرد سطح و دستگاه‌های نانوالکترونیک و بسیاری از کاربردهای دیگر مفید باشد؛ بنابراین، میزوفیزیک می‌تواند به تکنولوژی‌های مبتنی بر نانو و مواد نانوساختار کمک کند و در پیشرفت‌های علمی و فناوری مرتبط با فیزیک حالت جامد تأثیرگذار باشد.